# NGC 3880
NGC 3880 is een elliptisch sterrenstelsel in het sterrenbeeld Grote Beer. Het hemelobject werd op 29 april 1827 ontdekt door de Britse astronoom John Herschel.

## Synoniemen
- MCG 6-26-33
- ZWG 186.43
- NPM1G +33.0230
- PGC 36712